# Levanger Fotballklubb 2016
Questa voce raccoglie le informazioni riguardanti il Levanger Fotballklubb nelle competizioni ufficiali della stagione 2016.

## Stagione
Il 17 novembre 2015, il Levanger ha annunciato sul proprio sito internet d'aver ingaggiato Magnus Powell come nuovo allenatore, con lo svedese che si è accordato per un contratto biennale, valido a partire dal 1º gennaio 2016. Powell si sarebbe avvalso di Trond Viggo Toresen come assistente. Il 16 dicembre 2015 sono stati compilati i calendari in vista della nuova stagione, con il Levanger che avrebbe disputato la 1ª giornata nel weekend del 3 aprile andando a far visita al Fredrikstad, al Fredrikstad Stadion.
Il 1º aprile è stato sorteggiato il primo turno del Norgesmesterskapet 2016: il Levanger avrebbe così fatto visita allo Charlottenlund. Al secondo turno, la squadra è stata sorteggiata contro lo Stjørdals-Blink. Il Levanger è stato sconfitto per 1-0 in questa sfida, salutando così la competizione.
Il Levanger ha chiuso l'annata all'8º posto in classifica.

## Maglie e sponsor
Lo sponsor tecnico per la stagione 2016 è stato Macron, mentre lo sponsor ufficiale è stato NTE. La divisa casalinga era composta da una maglia bianca con rifiniture rosse, con pantaloncini e calzettoni rossi. Quella da trasferta era totalmente di colore nero, con due righe orizzontali bianche e rosse sulla parte superiore della maglia.
| Casa | Trasferta |

## Rosa
| N. |                     | Ruolo | Calciatore            |
| -- | ------------------- | ----- | --------------------- |
| 1  | Norvegia (bandiera) | P     | Ola Rygg              |
| 2  | Spagna (bandiera)   | D     | Victor Díaz Barrera   |
| 3  | Norvegia (bandiera) | D     | Tom Erik Nordberg     |
| 4  | Norvegia (bandiera) | D     | Lars Emil Johannessen |
| 5  | Svezia (bandiera)   | D     | Rikard Nilsson        |
| 6  | Svezia (bandiera)   | C     | Andreas Petersson     |
| 7  | Norvegia (bandiera) | C     | Ørjan Hopen           |
| 8  | Norvegia (bandiera) | C     | Vegard Voll           |
| 9  | Norvegia (bandiera) | A     | Benjamin Stokke       |
| 10 | Norvegia (bandiera) | A     | Jo Sondre Aas         |
| 11 | Norvegia (bandiera) | A     | Bendik Bye            |
| 12 | Norvegia (bandiera) | P     | Henrik Mathias Bakke  |
| 12 | Svezia (bandiera)   | P     | Jonathan Malmberg     |
| 14 | Norvegia (bandiera) | D     | Erik Skeie            |

| N. |                     | Ruolo | Calciatore            |
| -- | ------------------- | ----- | --------------------- |
| 15 | Norvegia (bandiera) | D     | Eirik Engen Andersen  |
| 17 | Svezia (bandiera)   | C     | Marcus Astvald        |
| 18 | Norvegia (bandiera) | D     | Per Verner Rønning    |
| 19 | Norvegia (bandiera) | D     | Espen Hammer Berger   |
| 20 | Svezia (bandiera)   | C     | Mtaka Simba           |
| 20 | Norvegia (bandiera) | C     | Daniel Stensland      |
| 21 | Norvegia (bandiera) | A     | Erlend Flø Gustad     |
| 23 | Spagna (bandiera)   | C     | Adrià Mateo López     |
| 24 | Norvegia (bandiera) | C     | Andreas Lykke Strand  |
| 25 | Norvegia (bandiera) | C     | Bent Sørmo            |
| 26 | Norvegia (bandiera) | C     | Thomas Sivertsen      |
| 26 | Svezia (bandiera)   | D     | Sebastian Starkenberg |
| 33 | Norvegia (bandiera) | P     | Jacob Storevik        |

## Calciomercato

### Sessione invernale(dal 01/01 al 31/03)
| Arrivi | Arrivi                | Arrivi        | Arrivi     |
| R.     | Nome                  | da            | Modalità   |
| ------ | --------------------- | ------------- | ---------- |
| P      | Jonathan Malmberg     | GIF Sundsvall | prestito   |
| D      | Sebastian Starkenberg |               | svincolato |
| C      | Marcus Astvald        |               | svincolato |
| C      | Vegard Voll           |               | svincolato |
| A      | Jo Sondre Aas         |               | svincolato |

| Partenze | Partenze                | Partenze | Partenze   |
| R.       | Nome                    | a        | Modalità   |
| -------- | ----------------------- | -------- | ---------- |
| P        | Ronny Dypvik            |          | svincolato |
| D        | Fredrik Sunde           |          | svincolato |
| C        | Mathias Carlsson        |          | svincolato |
| C        | Kaj Leo í Bartalsstovu  |          | svincolato |
| C        | Henrik Kjeldsen Dahlen  |          | svincolato |
| C        | Simen Raaen Sandmæl     |          | svincolato |
| C        | Ivar Sollie Rønning     |          | svincolato |
| A        | Vegard Braaten          |          | svincolato |
| A        | Georg Flatgård          |          | svincolato |
| A        | Tobias Oliver Luvenberg |          | svincolato |

### Sessione estiva(dal 21/07 al 17/08)
| Arrivi | Arrivi               | Arrivi      | Arrivi     |
| R.     | Nome                 | da          | Modalità   |
| ------ | -------------------- | ----------- | ---------- |
| P      | Henrik Mathias Bakke | Lillehammer | definitivo |
| C      | Mtaka Simba          | Elverum     | definitivo |
| C      | Thomas Sivertsen     | Steinkjer   | definitivo |

| Partenze | Partenze              | Partenze      | Partenze      |
| R.       | Nome                  | a             | Modalità      |
| -------- | --------------------- | ------------- | ------------- |
| P        | Jonathan Malmberg     | GIF Sundsvall | fine prestito |
| P        | Jacob Storevik        | Florø         | definitivo    |
| D        | Sebastian Starkenberg | FC Gute       | definitivo    |
| A        | Erlend Flø Gustad     | Verdal        | prestito      |

## Risultati

### 1. divisjon

#### Girone di andata
| Arbitro: | Tennøy (Bergen) |

|                        |           |                       |
| Kapidžić 31’ Begby 36’ | Marcatori | 12’ Voll 71’, 88’ Bye |

| Arbitro: | Smehus Kringstad |

|        |           |  |
| Aas 5’ | Marcatori |  |

| Arbitro: | Hauge (Bergen) |

|            |           |                            |
| Langås 69’ | Marcatori | 22’, 90’ Petersson 25’ Aas |

| Arbitro: | Amland (Bergen) |

|                    |           |  |
| Stokke 75’ Bye 90’ | Marcatori |  |

| Arbitro: | Hagenes (Marikollen) |

|                             |           |                      |
| Lindseth 58’ Midtgarden 68’ | Marcatori | 31’ Stokke 90’ Hopen |

| Arbitro: | Haugen (Rælingen) |

|                         |           |  |
| Stokke 13’ Aas 44’, 86’ | Marcatori |  |

| Arbitro: | Hansen (Oslo) |

|  |           |                    |
|  | Marcatori | 3’ (aut.) Andersen |

| Arbitro: | Askeland |

|         |           |                             |
| Aas 21’ | Marcatori | 55’ Øwre Gjertsen 77’ Stene |

| Arbitro: | Saggi (Drammen) |

|                                                          |           |  |
| Sortevik 10’ Dahl 15’ Rasch 49’ Abshir 75’ Pettersen 89’ | Marcatori |  |

| Arbitro: | Smehus Kringstad (Oslo) |

|                   |           |                        |
| Aas 27’ Hopen 51’ | Marcatori | 43’ Holter 52’ Nystuen |

| Arbitro: | Jonsson Trædal (Oslo) |

|             |           |            |
| Lerpold 90’ | Marcatori | 75’ Stokke |

| Arbitro: | Hauge (Bergen) |

|                 |           |                     |
| Stokke 21’, 41’ | Marcatori | 50’ Aasen 90’ Rasch |

| Arbitro: | Hagenes (Marikollen) |

|           |           |  |
| Bamba 74’ | Marcatori |  |

| Arbitro: | Amland (Bergen) |

|                                                     |           |  |
| Holmvik 56’ (aut.) Petersson 64’ Stokke 73’ Aas 77’ | Marcatori |  |

| Arbitro: | Smehus Kringstad (Oslo) |

|             |           |         |
| Engblom 18’ | Marcatori | 39’ Bye |

#### Girone di ritorno
| Arbitro: | Kjensli (Kjelsås) |

|           |           |                         |
| Morer 43’ | Marcatori | 39’ Nordberg 63’ Stokke |

| Arbitro: | Gjermshus (Oslo) |

|                                 |           |             |
| Johannessen 45’ Stokke 67’, 80’ | Marcatori | 51’ Solberg |

| Arbitro: | Tennøy (Bergen) |

|                |           |           |
| Trøen 70’, 71’ | Marcatori | 37’ Hopen |

| Arbitro: | Smehus Kringstad (Oslo) |

|        |           |  |
| Bye 9’ | Marcatori |  |

| Arbitro: | Amland (Bergen) |

|                                      |           |                   |
| Vestvatn 6’ Törnqvist 53’ Shroot 81’ | Marcatori | 8’ Stokke 23’ Bye |

| Arbitro: | Moen (Oslo) |

|         |           |                  |
| Bye 53’ | Marcatori | 45’ Lind 86’ Sow |

| Arbitro: | Hagenes (Marikollen) |

|                              |           |                               |
| Helle 1’, 90’ Ajeti 16’, 71’ | Marcatori | 8’ Astvald 51’ Stokke 88’ Bye |

| Arbitro: | Haugen (Rælingen) |

|           |           |                          |
| Sørmo 27’ | Marcatori | 65’, 90’ Sørli 67’ Mendy |

| Arbitro: | Hauge (Bergen) |

|                              |           |           |
| Hou Sæter 54’, 75’ Stene 90’ | Marcatori | 57’ Sørmo |

| Arbitro: | Jonsson Trædal (Oslo) |

|  |           |                         |
|  | Marcatori | 37’ Schulze 59’ Eriksen |

| Arbitro: | Tennøy (Bergen) |

|            |           |                     |
| Maykel 19’ | Marcatori | 41’ (rig.), 72’ Aas |

| Arbitro: | Saggi (Drammen) |

|  |           |                         |
|  | Marcatori | 48’, 76’ Dahl 61’ Skaga |

| Arbitro: | Hansen Grøtta |

|            |           |  |
| Stokke 36’ | Marcatori |  |

| Arbitro: | Aslam |

|  |           |                                                               |
|  | Marcatori | 8’ Stokke 13’ Hopen 37’ Astvald 48’, 54’ Lykke Strand 84’ Bye |

| Arbitro: | Hauge (Bergen) |

|                               |           |                            |
| Hopen 64’ (rig.) Nordberg 76’ | Marcatori | 8’ Midtgarden 83’ Lindseth |

### Norgesmesterskapet
| Jakobsli 13 aprile 2016, ore 18:00 Primo turno                                                | Charlottenlund | 3 – 4 (d.t.s.) referto          | Levanger | Charlottenlund Kunstgress |
| \| \| \| \| \| Brekke 5’ Vikestad 65’, 90’ \| Marcatori \| 43’ Bye 47’, 95’ Stokke 87’ Aas \| |                |                                 |          |                           |
|                                                                                               |                |                                 |          |                           |
| Brekke 5’ Vikestad 65’, 90’                                                                   | Marcatori      | 43’ Bye 47’, 95’ Stokke 87’ Aas |          |                           |

| Stjørdal 27 aprile 2016, ore 18:00 Secondo turno | Stjørdals-Blink | 1 – 0 referto | Levanger | Nye Blinkbanen |
| \| \| \| \| \| Nygaard 40’ \| Marcatori \| \|    |                 |               |          |                |
|                                                  |                 |               |          |                |
| Nygaard 40’                                      | Marcatori       |               |          |                |

## Statistiche

### Statistiche di squadra
| Competizione       | Punti | In casa | In casa | In casa | In casa | In casa | In casa | In trasferta | In trasferta | In trasferta | In trasferta | In trasferta | In trasferta | Totale | Totale | Totale | Totale | Totale | Totale | DR |
| Competizione       | Punti | G       | V       | N       | P       | Gf      | Gs      | G            | V            | N            | P            | Gf           | Gs           | G      | V      | N      | P      | Gf     | Gs     | DR |
| ------------------ | ----- | ------- | ------- | ------- | ------- | ------- | ------- | ------------ | ------------ | ------------ | ------------ | ------------ | ------------ | ------ | ------ | ------ | ------ | ------ | ------ | -- |
| 1. divisjon        | 45    | 15      | 7       | 3       | 5       | 24      | 19      | 15           | 6            | 3            | 6            | 28           | 27           | 30     | 13     | 6      | 11     | 52     | 46     | +6 |
| Norgesmesterskapet | -     | 0       | 0       | 0       | 0       | 0       | 0       | 2            | 1            | 0            | 1            | 4            | 4            | 2      | 1      | 0      | 1      | 4      | 4      | 0  |
| Totale             | -     | 15      | 7       | 3       | 5       | 24      | 19      | 17           | 7            | 3            | 7            | 32           | 31           | 32     | 14     | 6      | 12     | 56     | 50     | +6 |

### Andamento in campionato
| Giornata  | 1 | 2 | 3 | 4 | 5 | 6 | 7 | 8 | 9 | 10 | 11 | 12 | 13 | 14 | 15 | 16 | 17 | 18 | 19 | 20 | 21 | 22 | 23 | 24 | 25 | 26 | 27 | 28 | 29 | 30 |
| --------- | - | - | - | - | - | - | - | - | - | -- | -- | -- | -- | -- | -- | -- | -- | -- | -- | -- | -- | -- | -- | -- | -- | -- | -- | -- | -- | -- |
| Luogo     | T | C | T | C | T | C | T | C | T | C  | T  | C  | T  | C  | T  | T  | C  | T  | C  | T  | C  | T  | C  | T  | C  | T  | C  | C  | T  | C  |
| Risultato | V | V | V | V | N | V | V | P | P | N  | N  | N  | P  | V  | N  | V  | V  | P  | V  | P  | P  | P  | P  | P  | P  | V  | P  | V  | V  | N  |
| Posizione | 4 | 2 | 1 | 1 | 1 | 1 | 1 | 2 | 3 | 3  | 3  | 3  | 3  | 3  | 3  | 3  | 3  | 3  | 2  | 4  | 4  | 6  | 7  | 8  | 8  | 8  | 8  | 7  | 7  | 8  |

Fonte:  OBOS-ligaen 2016, su altomfotball.no, Altomfotball.
Legenda:

Luogo: C = Casa; T = Trasferta. Risultato: V = Vittoria; N = Pareggio; P = Sconfitta.

### Statistiche dei giocatori
| Giocatore         | 1. divisjon | 1. divisjon | 1. divisjon | 1. divisjon | Norgesmesterskapet | Norgesmesterskapet | Norgesmesterskapet | Norgesmesterskapet | Coppe europee | Coppe europee | Coppe europee | Coppe europee | Altre coppe | Altre coppe | Altre coppe | Altre coppe | Totale   | Totale | Totale      | Totale     |
| Giocatore         | Presenze    | Reti        | Ammonizioni | Espulsioni  | Presenze           | Reti               | Ammonizioni        | Espulsioni         | Presenze      | Reti          | Ammonizioni   | Espulsioni    | Presenze    | Reti        | Ammonizioni | Espulsioni  | Presenze | Reti   | Ammonizioni | Espulsioni |
| ----------------- | ----------- | ----------- | ----------- | ----------- | ------------------ | ------------------ | ------------------ | ------------------ | ------------- | ------------- | ------------- | ------------- | ----------- | ----------- | ----------- | ----------- | -------- | ------ | ----------- | ---------- |
| J. Aas            | 29          | 9           | 4           | 0           | 2                  | 1                  | 0                  | 0                  |               |               |               |               |             |             |             |             | 31       | 10     | 4           | 0          |
| M. Astvald        | 27          | 2           | 0           | 0           | 2                  | 0                  | 0                  | 0                  |               |               |               |               |             |             |             |             | 29       | 2      | 0           | 0          |
| H. Bakke          | 3           | -2          | 0           | 0           | -                  | -                  | -                  | -                  |               |               |               |               |             |             |             |             | 3        | -2     | 0           | 0          |
| B. Bye            | 30          | 9           | 1           | 0           | 2                  | 1                  | 0                  | 0                  |               |               |               |               |             |             |             |             | 32       | 10     | 1           | 0          |
| V. Díaz Barrera   | 1           | 0           | 0           | 0           | 0                  | 0                  | 0                  | 0                  |               |               |               |               |             |             |             |             | 1        | 0      | 0           | 0          |
| E. Engen Andersen | 0           | 0           | 0           | 0           | 0                  | 0                  | 0                  | 0                  |               |               |               |               |             |             |             |             | 0        | 0      | 0           | 0          |
| E. Flø Gustad     | 0           | 0           | 0           | 0           | 0                  | 0                  | 0                  | 0                  |               |               |               |               |             |             |             |             | 0        | 0      | 0           | 0          |
| E. Hammer Berger  | 20          | 0           | 2           | 0           | 1                  | 0                  | 0                  | 0                  |               |               |               |               |             |             |             |             | 21       | 0      | 2           | 0          |
| Ø. Hopen          | 26          | 5           | 6           | 0           | 0                  | 0                  | 0                  | 0                  |               |               |               |               |             |             |             |             | 26       | 5      | 6           | 0          |
| L. Johannessen    | 0           | 0           | 0           | 0           | 0                  | 0                  | 0                  | 0                  |               |               |               |               |             |             |             |             | 0        | 0      | 0           | 0          |
| A. López          | 23          | 0           | 6           | 0           | 2                  | 0                  | 0                  | 0                  |               |               |               |               |             |             |             |             | 25       | 0      | 6           | 0          |
| A. Lykke Strand   | 11          | 2           | 0           | 0           | 0                  | 0                  | 0                  | 0                  |               |               |               |               |             |             |             |             | 11       | 2      | 0           | 0          |
| J. Malmberg       | 1           | -2          | 0           | 0           | 0                  | -0                 | 0                  | 0                  |               |               |               |               |             |             |             |             | 1        | -2     | 0           | 0          |
| R. Nilsson        | 24          | 0           | 4           | 0           | 1                  | 0                  | 0                  | 0                  |               |               |               |               |             |             |             |             | 25       | 0      | 4           | 0          |
| T. Nordberg       | 27          | 2           | 4           | 0           | 2                  | 0                  | 0                  | 0                  |               |               |               |               |             |             |             |             | 29       | 2      | 4           | 0          |
| A. Petersson      | 26          | 3           | 2           | 0           | 1                  | 0                  | 0                  | 0                  |               |               |               |               |             |             |             |             | 27       | 3      | 2           | 0          |
| P. Rønning        | 22          | 0           | 3           | 0           | 2                  | 0                  | 0                  | 0                  |               |               |               |               |             |             |             |             | 24       | 0      | 3           | 0          |
| O. Rygg           | 25          | -42         | 1           | 0           | 1                  | -1                 | 0                  | 0                  |               |               |               |               |             |             |             |             | 26       | -43    | 1           | 0          |
| M. Simba          | 0           | 0           | 0           | 0           | -                  | -                  | -                  | -                  |               |               |               |               |             |             |             |             | 0        | 0      | 0           | 0          |
| T. Sivertsen      | 1           | 0           | 0           | 0           | -                  | -                  | -                  | -                  |               |               |               |               |             |             |             |             | 1        | 0      | 0           | 0          |
| E. Skeie          | 7           | 0           | 0           | 0           | 2                  | 0                  | 0                  | 0                  |               |               |               |               |             |             |             |             | 9        | 0      | 0           | 0          |
| B. Sørmo          | 29          | 2           | 4           | 0           | 2                  | 0                  | 1                  | 0                  |               |               |               |               |             |             |             |             | 31       | 2      | 5           | 0          |
| S. Starkenberg    | 4           | 0           | 0           | 0           | 1                  | 0                  | 0                  | 0                  |               |               |               |               |             |             |             |             | 5        | 0      | 0           | 0          |
| D. Stensland      | 0           | 0           | 0           | 0           | 0                  | 0                  | 0                  | 0                  |               |               |               |               |             |             |             |             | 0        | 0      | 0           | 0          |
| B. Stokke         | 30          | 14          | 2           | 0           | 2                  | 2                  | 0                  | 0                  |               |               |               |               |             |             |             |             | 32       | 16     | 2           | 0          |
| J. Storevik       | 1           | -0          | 0           | 0           | 1                  | -3                 | 0                  | 0                  |               |               |               |               |             |             |             |             | 2        | -3     | 0           | 0          |
| V. Voll           | 27          | 1           | 2           | 2           | 1                  | 0                  | 0                  | 0                  |               |               |               |               |             |             |             |             | 28       | 1      | 2           | 2          |